# Ley de Brandolini
La ley de Brandolini, también conocida como el principio de asimetría de la estupidez, es un adagio de Internet que enfatiza la dificultad de desacreditar información falsa, cómica o engañosa: «La cantidad de energía necesaria para refutar tonterías es un orden de magnitud mayor que la necesaria para producirlas».

## Orígenes
Fue formulado públicamente por primera vez en enero de 2013 por Alberto Brandolini, un programador italiano. Brandolini dijo que se inspiró al leer Pensar rápido, pensar despacio de Daniel Kahneman, justo antes de ver un programa de entrevistas político italiano con el periodista Marco Travaglio y el ex primer ministro, Silvio Berlusconi que se atacaban mutuamente.

## Conceptos similares
Otros pensadores y filósofos notables han expresado verdades similares a lo largo de la historia. En sus Cartas sobre la infidelidad (1786) George Horne escribe que:

La desfachatez y la ignorancia pueden hacer una pregunta en tres líneas, cuya respuesta costará saber e ingenio treinta páginas. Cuando esto se haya hecho, la misma pregunta se volverá a hacer triunfalmente al año siguiente, como si nunca se hubiera escrito nada sobre el tema. Y como a la gente en general, por una u otra razón, le gustan más las objeciones cortas que las respuestas largas, en este modo de disputa (si se le puede llamar así) las probabilidades deben estar siempre en nuestra contra; y debemos contentarnos con aquellos para nuestros amigos que tienen honestidad y erudición, candor y paciencia, para estudiar ambos lados de la cuestión.

Frédéric Bastiat escribe en sus Sofismas económicos (1859): "Nuestros adversarios en la polémica poseen una clara ventaja: ellos pueden expresar en pocas palabras una verdad a medias, pero nosotros, para desmontar esa media verdad, nos vemos obligados a elaborar largas y áridas disertaciones".
A veces se cita erróneamente a Mark Twain diciendo que:

Es más fácil engañar a la gente que convencerlos de que han sido engañados.

Su cita real, dictada para su autobiografía de 1906, es:

La gloria que se construye sobre una mentira pronto se convierte en un estorbo de lo más desagradable... ¡Qué fácil es hacer que la gente crea una mentira, y qué difícil es deshacer esa obra nuevamente!

Un concepto similar fue formulado por el economista Roy Radner en 1993. Radner consideró el desempeño de una organización que procesa información en términos de la cantidad de procesadores necesarios para revisar los elementos de datos y los retrasos asociados con el procesamiento de elementos de datos.
En 2005, el físico ruso Sergey Lopatnikov publicó de forma anónima un ensayo en el que introdujo la siguiente definición:

Si el texto de cada frase requiere un párrafo [para refutarlo], cada párrafo una sección, cada sección un capítulo, y cada capítulo un libro, todo el texto se vuelve efectivamente irrefutable y, por lo tanto, adquiere rasgos de veracidad. Defino tal veracidad como trascendental.

El galope de Gish, un término acuñado en 1994 para referirse a los debates sobre el creacionismo, es una técnica retórica que se basa en abrumar a un oponente con argumentos engañosos, verdades a medias y tergiversaciones que requieren mucho más tiempo para refutarlos o verificar los hechos de lo que lo requiere afirmarlos en primer lugar.